# Trabada
Trabada è un comune spagnolo di 1 392 abitanti situato nella comunità autonoma della Galizia.